# Galefele Moroko
Galefele Moroko (sinh ngày 16 tháng 4 năm 1997) là một vận động viên chạy nước rút người Botswana. Cô đã tham gia cuộc thi tiếp sức 4 × 400 mét nữ tại Giải vô địch thế giới năm 2017 về điền kinh.